# Eugenia Carballedo
María Eugenia Carballedo Berlanga, née le 4 septembre 1971 à Madrid, est une femme politique espagnole, membre du Parti populaire (PP).
Elle est présidente de l'Assemblée de Madrid de 2021 à 2023.

## Biographie

### Formation et vie professionnelle
Née à Madrid, Eugenia Carballedo suit des études de droit à l'université complutense de Madrid où elle obtient sa licence. Elle réalise ensuite un master en droit communautaire à la faculté de droit de l'université catholique de Louvain dans le cadre du programme Erasmus entre 1993 et 1994. Elle poursuit sa formation par l'obtention d'un diplôme en conseil aux entreprises à l'université complutense et en pratique juridique à l'ICADE au sein de l'université pontificale de Comillas. Elle travaille ensuite dans les services techniques du Défenseur du peuple.

### Députée au Congrès
Elle intègre le cabinet technique d'Ángel Acebes en 2000 lorsque celui-ci est nommé ministre de la Justice. Elle le suit lorsqu'il devient ministre de l'Intérieur en juillet 2002. Considérée comme proche d'Ignacio Astarloa, Eugenia Carballedo est choisie comme secrétaire à la Justice du Parti populaire lors du XVe congrès célébré en octobre 2004 et au cours duquel Mariano Rajoy devient président du parti.
Elle concourt en 20e position sur la liste présentée par le PP dans la circonscription de Madrid où 35 sièges sont en jeu dans le cadre des élections générales de mars 2008. Le parti remporte 18 mandats et elle n'est pas élue. Elle fait cependant son entrée au Congrès des députés au mois de mai suivant après la démission d'Eduardo Zaplana qui intègre le secteur privé, au sein de la société de télécommunications Telefónica. Notamment porte-parole adjointe du PP à la commission du Logement, elle est membre de la commission de la Politique territoriale et de celle de la Justice.

### Députée à l'Assemblée de Madrid
Elle quitte le parlement national en juin 2011 lorsqu'elle est élue députée à l'Assemblée de Madrid après avoir concouru en 29e position sur la liste d'Esperanza Aguirre lors des élections madrilènes du 22 mai précédent. Elle occupe les fonctions de secrétaire générale du groupe populaire régional jusqu'en 2013 et siège à la commission de la Femme dont elle est secrétaire. À ce titre, elle siège à la junte des porte-parole.
Elle est nommée vice-conseillère à l'Emploi le 28 mars 2014 auprès d'Ana Mariño, conseillère à l'Emploi, au Tourisme et à la Culture du gouvernement d'Ignacio González, en remplacement de Juan Van-Halen Rodríguez. Elle est désignée tête de liste du PP lors des élections municipales de mai 2015 dans la ville de Leganés en remplacement du maire conservateur sortant Jesús Gómez Ruiz poussé vers la sortie par la direction régionale du parti. Lors du scrutin, sa liste ne remporte que six mandats de conseillers municipaux, soit six de moins que lors du scrutin précédent, et est relégué à la quatrième position. Elle choisit alors de ne pas siéger. Réélue lors du scrutin régional de mai 2015, elle occupe les fonctions de porte-parole de son groupe dans diverses commissions.

### Membre de l'exécutif régional
En juin 2019, lors de la séance constitutive de la XIe législature, elle est élue première secrétaire du bureau de l'Assemblée de Madrid par 68 voix favorables. Elle quitte ses fonctions à peine deux mois plus tard lorsqu'elle est nommée conseillère à la Présidence du nouveau gouvernement d'Isabel Díaz Ayuso. Sous son mandat, est notamment approuvé le décret qui régule et simplifie la procédure normative dans la Communauté de Madrid.

### Présidente de l'Assemblée de Madrid
Eugenia Carballedo est réélue lors des élections anticipées du 4 mai 2021. Alors que sa sortie de l'exécutif semble de plus en plus probable en raison d'une « perte de confiance » de la part de Díaz Ayuso, cette dernière propose au groupe parlementaire populaire la désignation de Carballedo comme candidate à la présidence de l'Assemblée de Madrid lors de la séance d'installation de la XIIe législature le 8 juin suivant,,.